# Derwent (Tasmania)
Il fiume Derwent è un corso d'acqua della Tasmania in Australia. Conosciuto anche con il nome aborigeno di Timtumili minanya, il fiume nasce sugli altopiani centrali dell'isola dal lago St Clair; discende poi verso sud-est con un tragitto di 230 chilometri lungo il quale compie un dislivello di circa 700 metri. Nella parte finale del suo tragitto scorre attraverso la città di Hobart, la capitale dello Stato, gettandosi infine con un estuario nel mar di Tasman presso la Baia Tempestosa. Presso la foce, la baia del Principe del Galles è stata il sito del primo accampamento militare di Hobart. In passato le rive del Derwent erano coperte da boschi ed erano abitate da popolazioni aborigene. I coloni europei iniziarono quindi a coltivare nell'area e nel corso del XX secolo vennero costruite diverse dighe sui suoi affluenti per la produzione di energia elettrica.